# Kellernazi
Ein Kellernazi ist eine Person, die die Ideen des Nationalsozialismus durch nicht unmittelbar erkennbare Aktivitäten unterstützt.
Der Ausdruck hat in Österreich eine lange Tradition und war auch bereits Gegenstand von juristischen Auseinandersetzungen. Verwendung findet dieser Begriff fast ausschließlich im Zusammenhang mit der FPÖ, deren Proponenten eine derartige Gesinnung unterstellt wird. 

## Definition
In einem Gerichtsurteil wird der Begriff folgendermaßen dargestellt:

„Der Ausdruck ‚Kellernazi‘ würde Personen beschreiben, die Ideen des Nationalsozialismus zwar nicht nach außen, aber im Verborgenen, durch geheime Aktivitäten unterstützen würden.“

## Geschichte
Obwohl von einem Insider, dem früheren FPÖ-Obmann Norbert Steger geprägt, erfuhr der Begriff „Kellernazi“ im Jahr 1995 eine breitere Aufmerksamkeit, als in einem Artikel der Zeitschrift News erörtert wurde, ob unter der Obmannschaft von Jörg Haider in der Partei vorhandene, „alte Kellernazis“ sogar für politische Ämter kandidieren könnten, was einer möglichen Regierungsbeteiligung der FPÖ abträglich sei. Eine in diesem Zusammenhang genannte Person klagte daraufhin die Zeitschrift wegen übler Nachrede an. Anfangs wurde diese Bezeichnung von österreichischen Gerichten als Tatsachenfeststellung gewertet, wofür die Zeitschrift keinen Nachweis erbringen konnte. Der Europäische Gerichtshof für Menschenrechte erkannte im Jahr 2002 darin jedoch eine Form der freien Meinungsäußerung und ein Werturteil, das jedenfalls auf wahren Tatsachen beruhe und für exponierte Politiker hinzunehmen sei.
Dieses Urteil gab dem Begriff „Kellernazi“ Auftrieb und dieser fand verstärkt Eingang in die politische Auseinandersetzung. Im Jahr 2023 fiel der Begriff mehrmals im Zusammenhang mit der Landesregierung Mikl-Leitner III. Auch in der Abwandlung „Kellersänger“, wohl bezugnehmend auf die Liederbuch-Affäre der Burschenschaft Germania zu Wiener Neustadt im Keller des Rabenturms in Wiener Neustadt.
Im Herbst 2024 bezeichnete der ehemalige Präsident der Israelitischen Kultusgemeinde Wien und amtierende Präsident des Europäischen Jüdischen Kongresses Ariel Muzicant den Ersten Nationalratspräsidenten Walter Rosenkranz (FPÖ) als „Kellernazi“ und bezog sich dabei unter anderem auf Rosenkranz´ Mitgliedschaft in der Wiener akademischen Burschenschaft Libertas, die jüdische Mitglieder ausgeschlossen hatte.